# Hahnia laticeps
Hahnia laticeps är en spindelart som beskrevs av Simon 1898. Hahnia laticeps ingår i släktet Hahnia och familjen panflöjtsspindlar. Inga underarter finns listade i Catalogue of Life.